# Jarosław Brzozowski
Jarosław Brzozowski (ur. 22 czerwca 1911  w Kownie, zm. 29 sierpnia 1969 w Warszawie) – polski filmowiec, reżyser i scenarzysta filmów dokumentalnych oraz fabularnych.

## Życiorys
Przed II wojną światową ukończył  Wyższą Szkołę Handlową w Warszawie, a następnie praktykował w firmie Pathé (1933-1943). Następnie znalazł się na terenie Związku Radzieckiego, gdzie pracował w radzieckiej Kronice Filmowej w Studiu Filmów Dokumentalnych w Kownie. Jednocześnie działał w konspiracji - najpierw w Związku Walki Zbrojnej, a następnie Armii Krajowej, tworząc dla AK kroniki filmowe z terenów Wileńszczyzny. Po zajęciu Kowna przez Niemców przedostał się na wschód, wstępując w szeregi Armii Polskiej, gdzie zaangażował się w działalność Wytwórni Filmowej „Czołówka”.
Po zakończeniu walk, we wrześniu 1945 roku przybył do Łodzi, gdzie skierowano go do pracy w krakowskim oddziale Polskiej Kroniki Filmowej. Następnie przeniósł się do Działu Filmów Oświatowych Instytutu Filmowego w Krakowie. Wobec nacisków ze strony władz na polityczne zaangażowanie tworzonych filmów, wycofał się z aktywnej działalności twórczej i zajął się pracą dydaktyczną, prowadząc zajęcia z zakresu warsztatu i techniki filmowej. W czerwcu 1948 roku m.in. za wojenną działalność konspiracyjną polegającej na gromadzeniu świadectw przeszłości pod okupacją sowiecką, nieujawnienie się po amnestii z 1947 roku oraz nielegalne posiadanie broni został aresztowany przez funkcjonariuszy Urzędu Bezpieczeństwa. W grudniu tegoż roku został skazany na karę 6 lat pozbawienia wolności i osadzony w więzieniu w Jaworznie gdzie prowadził pracownię fotograficzną. Po jej odbyciu związał się z Wytwórnią Filmów Oświatowych. W 1958 roku w ramach Międzynarodowego Roku Geofizycznego był uczestnikiem polskiej wyprawy polarnej na Spitsbergen.
W latach 1949–1970 zrealizował (reżyseria, scenariusz, zdjęcia, montaż, komentarz) około czterdziestu filmów dokumentalnych. W 1962 roku wraz z Andrzejem Wróblem wyreżyserował swoją jedyną produkcję fabularną - obraz Na białym szlaku.

## Życie prywatne
Był synem Józefa i Zofii z d. Michalewicz. Z początkiem II wojny światowej zawarł związek małżeński z Natalią z d. Ponizowkin (ur. 29 listopada 1915 r. w miejscowości Bor koło Niżnego Nowgorodu w majątku swoich dziadków nad Wołgą – zm. 19 listopada 1988 w Łodzi) – scenarzystka, reżyserka, dokumentalistka. Mieli dzieci, które urodziły się w Wilnie: syn Marek (ur.19 stycznia 1941 r.) i córka Dorota (ur. 27 maja 1944 r.).
Rodzice - Jarosław i Natalia – są pochowani na cmentarzu Powązkowskim w Warszawie (kwatera 284 b wprost-1-27).

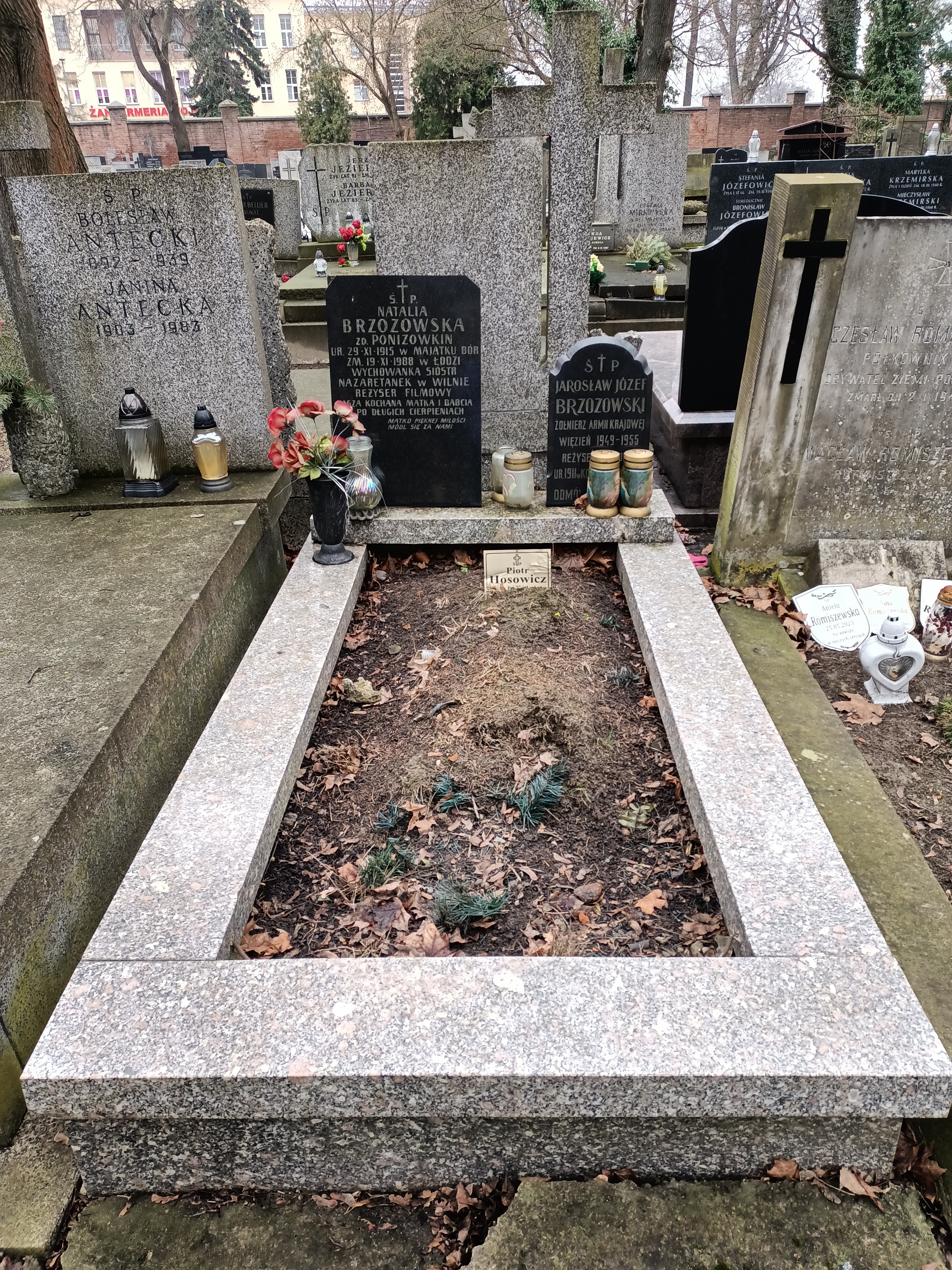
Grób Jarosława Brzozowskiego na cmentarzu Powązkowskim

## Nagrody
- Wieliczka
  - Festiwal Filmowy w Cannes 1946 - Grand Prix dla krótkometrażowego filmu oświatowego I Nagroda w kat. filmów krótkometrażowych
- Warszawa w obrazach Canaletta
  - Międzynarodowy Festiwal Filmów Naukowych i Dydaktycznych w Padwie 1951 - Srebrne Bukrenium
- Tadeusz Kulisiewicz
  - Międzynarodowy Festiwal Filmów o Sztuce w Wenecji 1958 - wyróżnienie
- Miejsce na lato
  - Międzynarodowy Festiwal Filmów Dokumentalnych i Animowanych w Lipsku 1960 - wyróżnienie
  - Międzynarodowy Festiwal Filmów Turystycznych w Brukseli 1961 - I nagroda
  - Międzynarodowy Festiwal Filmów Turystycznych w Marsylii 1962 - dyplom
- W Zatoce Białych Niedźwiedzi
  - Ogólnopolski Festiwal Filmów Krótkometrażowych w Krakowie 1961 - II Nagroda "Srebrny Smok Wawelski" w kategorii filmów oświatowych
  - Międzynarodowy Festiwal Filmów Popularnonaukowych w Rabacie 1961 - dyplom
  - Nagroda Kalinga UNESCO 1962
- Prekolumbijska sztuka meksykańska
  - Międzynarodowy Festiwal Filmów Naukowych i Dydaktycznych w Padwie 1963 - Srebrne Bukrenium
- Interpretacje
  - Międzynarodowy Festiwal Filmów o Sztuce i Filmów Artystycznych w Bergamo 1965 - Nagroda Główna w kategorii filmów o architekturze i sztuce współczesnej
  - Krakowski Festiwal Filmowy 1965:
    - Wyróżnienie Międzynarodowej Federacji Klubów Filmowych FICC
    - Syrenka Warszawska - Nagroda Klubu Krytyki Filmowej SDP
- Skocznia
  - Festiwal Filmów Górskich i Podróżniczych w Trydencie 1966 - wyróżnienie
- Helioplastyka
  - Międzynarodowy Festiwal Filmów Krótkometrażowych i Dokumentalnych w Wenecji 1966 - Złoty Lew
  - Międzynarodowy Festiwal Filmów o Architekturze w Warnie 1972 - wyróżnienie w plebiscycie widzów (pośmiertnie)